# کبوتر بال‌برنزه گینه نو
کبوتر بال‌برنزه گینه نو (نام علمی: Henicophaps albifrons) نام یک گونه از سرده کبوتر بال‌برنزی است.